# 望月菓子
望月 菓子（もちづき かこ、2月 - ）は、日本の漫画家。広島県出身。姉は漫画家の方條ゆとり。
スクウェア・エニックス刊『月刊ガンガンWING』で連載を持っていた姉のアシスタントをしながら同誌の新人賞・天の翼賞へ投稿し「おぼっちゃま、ご指導します!」で第6回入選、同誌2007年5月号掲載の同作品でデビュー。2008年5月号より「おとして↓アプリガール」を連載していたが、同誌が2009年5月号を以て休刊したことに伴い終了した。方條ゆとりと連名で、COMIC ポラリスにて「晴明さんはがんばらない」・少年エッジスタにて光姫琥太郎著「マッシブドライブ」・GANMA!にて「人形峠」を連載している。

## 作品
- おとして↓アプリガール（月刊ガンガンWING、全3巻）
- ひぐらしのなく頃に 望月菓子撰集 春青し編（アンソロジーコミック、全1巻）
- 晴明さんはがんばらない（COMIC ポラリス、全4巻）
- マッシブドライブ（少年エッジスタ、全3巻）
- 人形峠（GANMA!、既刊1巻）